# Kîievo-Oleksandrivske, Veselînove
Kîievo-Oleksandrivske (în ucraineană Києво-Олександрівське) este un sat în comuna Stavkî din raionul Veselînove, regiunea Mîkolaiiv, Ucraina.

## Demografie
Componența lingvistică a localității Kîievo-Oleksandrivske
     Ucraineană (91,59%)
     Rusă (7,48%)
     Alte limbi (0,93%)
Conform recensământului din 2001, majoritatea populației localității Kîievo-Oleksandrivske era vorbitoare de ucraineană (91,59%), existând în minoritate și vorbitori de rusă (7,48%).